# Atheta fanatica
Atheta fanatica är en skalbaggsart som beskrevs av Thomas Casey 1910. Atheta fanatica ingår i släktet Atheta och familjen kortvingar. Inga underarter finns listade i Catalogue of Life.